# Pencran
Pencran é uma comuna francesa na região administrativa da Bretanha, no departamento Finisterra. Estende-se por uma área de 8,95 km². Em 2010 a comuna tinha 2 052 habitantes (densidade: 229,3 hab./km²).